# I Can't Stand Still
I Can't Stand Still è il primo album da solista del cantante Don Henley, pubblicato nel 1982.

## Tracce
1. I Can't Stand Still – 3:33
2. You Better Hang Up – 3:21
3. Long Way Home – 5:28
4. Nobody's Business – 3:43
5. Talking to the Moon – 4:39
6. Dirty Laundry – 5:26
7. Johnny Can't Read – 3:22
8. Them and Us – 4:01
9. La Eile – 0:52
10. Lilah – 4:09
11. The Unclouded Day – 3:36